# Bararite

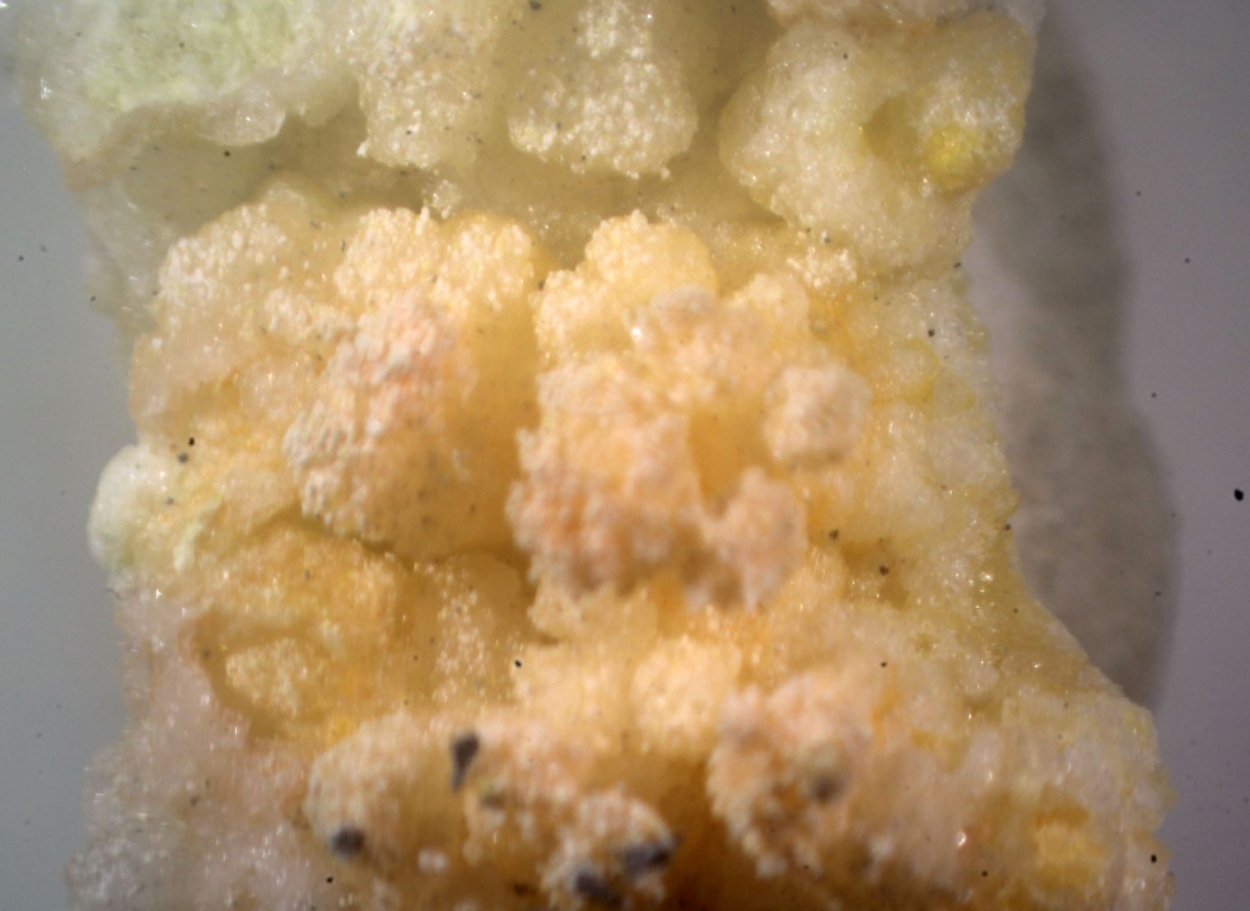
Bararite.

La bararite est un minéral, forme naturelle d'hexafluorosilicate d'ammonium (en), de formule chimique (NH4)2SiF6 et de structure trigonale. 
Décrite pour la première fois à Barari Behta (en) (Bihar, Inde), la bararite a d'abord été confondue avec la cryptohalite, de même composition chimique. On trouve la bararite près des fumerolles de volcans (Vésuve, Italie), dans les feux de mine de charbon (Barari), et dans les empilements d'anthracite en feu (Pennsylvanie, États-Unis). 
Dans les sublimés volcaniques elle est accompagnée de cryptohalite, de salmiac et de soufre natif